# Erik Jirka
Erik Jirka (ur. 19 września 1997 w Trnawie) – słowacki piłkarz grający na pozycji pomocnika w polskim klubie Piast Gliwice .

## Kariera klubowa

### Spartak Trnawa
Jirka jest wychowankiem Spartaka Trnawa. Podczas rundy wiosennej sezonu 2013/2014 został włączony do drugiej drużyny Spartaka. 25 maja 2014, w meczu 32. kolejki 2. Ligi z FK Pohronie (1:2), zadebiutował w piłce seniorskiej. W sezonie 2014/2015 został zgłoszony jako zawodnik pierwszej drużyny, chociaż grał głównie w rezerwach. 8 listopada 2014, zadebiutował w pierwszej drużynie Spartaka, podczas wyjazdowego, zremisowanego 0:0 meczu z MFK Ružomberok, gdy pojawił się na boisku w doliczonym czasie gry za Jána Vlasko. 18 kwietnia 2015 strzelił pierwszą bramkę dla Spartaka B, w meczu 3. kolejki 2. Ligi z FK Pohronie (1:3), była to również jego pierwsza bramka na poziomie seniorskim. W sezonie 2016/2017 został pełnoprawnym zawodnikiem pierwszej drużyny. 14 lipca 2016, w wyjazdowym meczu 2. rundy kwalifikacji do Ligi Europy, przeciwko ormiańskiemu klubowi Szirak Giumri, strzelił debiutancką bramkę dla pierwszej drużyny Spartaka. Niedługo później, bo 31 lipca 2016, w wyjazdowym, zremisowanym 1:1 spotkaniu z MFK Ružomberok, zanotował pierwszego gola na najwyższym szczeblu rozgrywek.

### Crvena zvezda
3 września 2018 ogłoszono, że Jirka podpisał z serbską Crveną zvezdą czteroletni kontrakt, który wejdzie w życie od stycznia 2019. Dla belgradzkiego klubu zadebiutował 16 lutego 2019, w domowym, wygranym 4:0 spotkaniu z FK Vojvodiną, kiedy to zmienił w 62. minucie El Fardou Bena Nabouhane'a.

#### Wypożyczenie do Radniček Nisz
W lipcu 2019, Jirka chcący uzyskać więcej czasu na boisku, udał się na wypożyczenie do ówczesnego wicemistrza Serbii, Radnički Nisz. 21 lipca 2019 pojawił się na boisku w barwach Radniček, wychodząc w pierwszym składzie w domowym, wygranym 3:0 meczu z Proleterem Nowy Sad. 10 sierpnia 2019 strzelił pierwszą bramkę dla Radniček, która to była jednocześnie pierwszą podczas gry w Serbii. Miało to miejsce podczas domowego, wygranego 2:1 meczu 4. kolejki z FK Voždovacem.

#### Wypożyczenie do Górnika Zabrze
10 stycznia 2020 Górnik Zabrze doszedł do porozumienia z Crveną zvezdą i Jirka został wypożyczony do końca sezonu. W barwach Trójkolorowych zadebiutował 8 lutego 2020, kiedy to wyszedł w podstawowym składzie na zremisowany 0:0, wyjazdowy mecz z Koroną Kielce. Pierwszą bramkę dla zabrzańskiego klubu, strzelił 29 lutego 2020, w domowym, wygranym 3:1 spotkaniu z Pogonią Szczecin. Kibice Górnika wybrali gola Jirki, strzelonego 6 marca 2020, w 26. kolejce przeciwko Cracovii, bramką sezonu.

#### Wypożyczenie do CD Mirandés
13 sierpnia 2020 został wypożyczony, na okres jednego sezonu, z opcją pierwokupu, do hiszpańskiego klubu CD Mirandés, grającego w Segunda División.